# Ambros Negelin
Ambros Negelin (* 19. November 1594; † 24. August 1658) war 1634 Bibliothekar des Klosters St. Gallen.

## Leben
Pater Ambros (auch Ambrosius), geboren als Johann Kaspar Negelin, war der Sohn von Wolfgang Negelin und Susanna Denzler aus Rapperswil. Drei Brüder waren ebenfalls Mönche, P. Stephan in Rheinau, P. Michael in Einsiedeln und P. Peter in Fischingen. Ab 1611 studierte er in Dillingen Philosophie. Am 8. September 1616 legte er in St. Gallen die Profess ab. Subdiakon wurde er 1616, Diakon 1617. Am 22. Dezember 1618 wurde er zum Priester geweiht, die Primiz erfolgte am 6. Januar 1619.

## Wirken
Im Kloster St. Gallen wirkte Pater Ambros zunächst als Vestiar, Cellerar und Subcustos. Daneben war er als Lehrer in der Klosterschule und Spiritual von Frauenklöstern tätig. Von 1615 bis 1620 amtete er als Kapitelssekretär. 1625 wurde er ins Kloster Murbach geschickt, das er in der Pestzeit 1629 in Richtung Rorschach wieder verliess. Dort waltete er als Ökonom der klösterlichen Besitzungen, bis er 1632 dieses Amtes enthoben wurde. Ab 1632 ist er wieder als Lehrer bezeugt. Er galt als grosser Bücherfreund und war vertraut mit der lateinischen, italienischen und französischen Sprache. Am 30. Oktober 1634 wurde er zum Unterstatthalter in Wil, am 4. Februar 1637 zum Statthalter in Homburg ernannt. Wegen einer Krankheit kehrte er bereits 1637 wieder nach St. Gallen zurück. 1639 ist er zunächst in Wil, dann als Beichtvater in Notkersegg bezeugt. In dieser Zeit scheint er auch für die Klosterbibliothek in St. Gallen zuständig gewesen zu sein. Am 4. Oktober 1640 wurde er Subprior von St. Johann, 1642 dann Pfarrer in Alt St. Johann. 1649 amtete er als Statthalter von Ebringen. Nach mehrmaligem Bitten wurde er 1654 in sein Heimkloster St. Gallen zurückgerufen, wo er Stiftsdekan wurde. 1658 trat er krankheits- und altershalber von seinem Amt zurück. Er verstarb am 24. August 1658 im Alter von 64 Jahren.